# Linea dell'Impero

Un'immagine pubblicitaria della linea aerea.

La Linea dell'Impero era la linea aerea più lunga operata dalla compagnia aerea Ala Littoria negli anni precedenti la seconda guerra mondiale ed era considerata la linea di maggior prestigio dell'aviazione civile italiana dell'epoca.

## Storia
La linea fu inaugurata all'indomani della conquista dell'Etiopia e faceva seguito ai primi collegamenti aerei con le colonie italiane dell'Africa Orientale, iniziati in maniera pionieristica già dal 1934. La rotta si sviluppava per 6.379 km e inizialmente congiungeva Roma con Addis Abeba via Siracusa, Bengasi, Cairo, Wadi Halfa, Khartum, Cassala, Asmara, Dire Daua, e con un cambio di aeromobile a Bengasi. Il percorso veniva effettuato in tre giorni e mezzo di volo diurno e la frequenza era di quattro voli alla settimana nei due sensi. Da Addis Abeba o da Dire Daua tre voli la settimana proseguivano per Mogadiscio, capitale della Somalia italiana.

## Aeromobili
La Linea dell'Impero fu inaugurata impiegando i trimotori idrovolanti CANT Z.506 nel tratto Roma - Bengasi e i trimotori terrestri Savoia-Marchetti S.73 da Bengasi fino ad Addis Abeba.
Nel 1938 entrò in servizio il più veloce Savoia-Marchetti S.75, dotato di maggiore autonomia, in grado di trasportare un carico di posta superiore e fino a ventiquattro passeggeri. Questo aereo fu impiegato dall'inizio del 1939 e consentì di eliminare il cambio di aeromobile, di ridurre il numero di scali intermedi e accorciare il tempo di percorrenza di un giorno.

## Biglietti
Nel 1938 la tariffa da Roma ad Addis Abeba costava seimila lire ed il biglietto di andata e ritorno consentiva uno sconto del 20%. Il costo del biglietto comprendeva il trasporto di un bagaglio fino a 20 kg, i costi di trasferimento da e per gli aeroporti, i pasti e i pernottamenti nei migliori alberghi negli scali di Bengasi, Wadi Halfa, e Asmara.